# Mare Cestnik

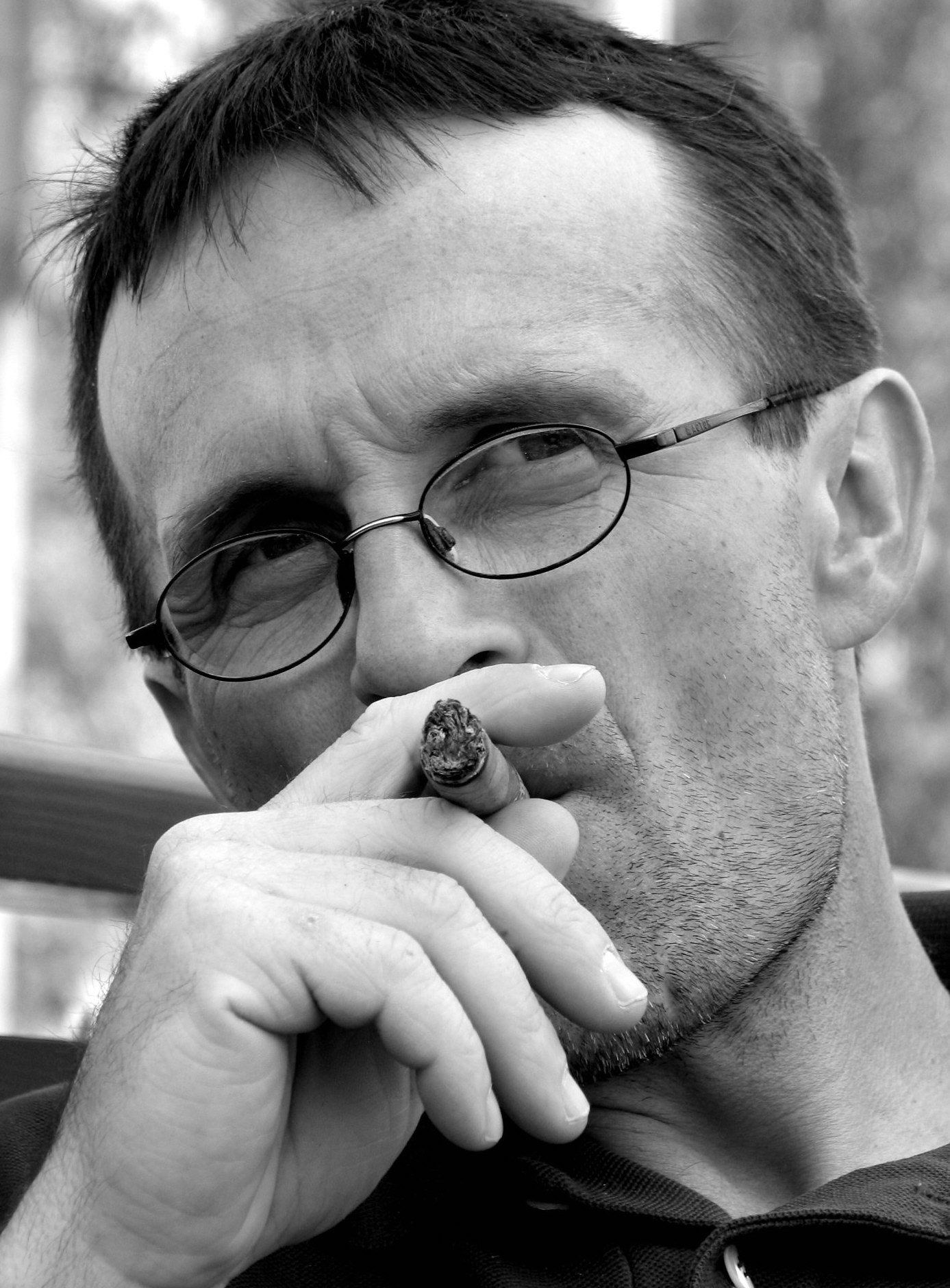
Mare Cestnik

Mare Cestnik (Celje, 30 de octubre de 1962) es un escritor, publicista, traductor y editor esloveno. 

## Biografía
Pasó su infancia en Črni Vrh, en Tabor, en las afueras del valle de Savinja (Savinjska dolina), terminó la escuela secundaria en Celje y pasó los siguientes tres años a bordo de varios barcos de la empresa marítima eslovena Splošna plovba Piran. Estudió literatura y lingüística comparada en la Facultad de las Artes y Letras de Ljubljana. Cuando terminó sus estudios, subsistió con todo tipo de trabajos ocasionales. Durante ese período también se dedicó a la escritura e hizo viajes a varios países del mundo.
El inmenso número de libros y reportajes de viaje y reportajes escritos por él fueron publicados prácticamente en todos los medios impresos de Eslovenia. Al mismo tiempo, sus textos literarios aparecían regularmente en la mayoría de las revistas literarias eslovenas. En 1987 publicó su primer libro, una colección de prosa, La celebración de los pasos (Praznovanje korakov). Dedicó la década siguiente a viajes más largos a Kiribati, Australia, China, Filipinas, Nueva Zelanda, Islas Cook, Sri Lanka, Bali, después de lo cual escribió cuatro libros de viaje (con estilo literario): 
También ha publicado otras obras literarias: en 2009 un cuento juvenil, Pasos felinos (Stopinje po mačje) con ilustraciones de Ingrid Mačus, la novela Maja (1996) y colecciones de prosa.
En los últimos años ha emprendido una serie de viajes más cortos, pero al mismo tiempo más intensos, por Sri Lanka, los Estados Unidos, y especialmente a las islas griegas (Creta, Tilos, Rodas, Lesbos), Macedonia y República Checa. Al mismo tiempo explora a pie regularmente los paisajes eslovenos. 
En 2005 propusieron a Cestnik ser jefe de redacción y fue el fundador y director de la revista literaria Perspicacia (Vpogled). En 2008 fundó con algunos partidarios la Sociedad Artística Cultural llamada Otočje (Archipiélago) y a través de ella también la revista literaria con el mismo nombre, Otočje.
Las obras escritas y editoriales de Mare Cestnik están en estrecha relación con su vida simple y dinámica. El autor cultiva un estilo literario particular y poético, su prosa está llena de las descripciones de la naturaleza, de críticas sociales, de erotismo y humor, entre otros.